# Четврта војвођанска ударна бригада
Четврта војвођанска народноослободилачка ударна бригада формирана је 7. октобра 1943. године у Босутским шумама, у близини села Вишњићева, код Шида. Одлуку о формирању бригаде донео је Главни штаб НОВ и ПО Војводине, 27. септембра. 
Бригада је формирана од бораца из Првог и Другог сремског партизанског одреда, као и нових бораца. Из Првог сремског одреда у бригаду је ушао комплетан Други батаљон и по једна чета из Првог и Трећег батаљона, а из Другог сремског одреда комплетан Други батаљон. На дан формирања бригада је имала три батаљона са око 700 бораца. 
Први Штаб бригаде сачињавали су - командант Марко Милановић, политички комесар Милорад Митровић Раде, заменик команданта Душан Вукасовић, заменик политичког комесара Богдан Вујошевић, начелник штаба Светислав Тодоровић Цвиша, интендант Светозар Панић Бриле, обавештајни официр Димитрије Шешеринац Геџа (убрзо га заменио Александар Бакић Бацо), референт санитета Роса Дмитрић и омладински руководилац Нада Видицки Злата.
Од свог формирања, октобра 1943, па до краја рата, маја 1945. године, бригада се налазила у саставу Шеснаесте војовођанске дивизије.
За своје заслуге током Народноослободилачког рата одликована је Орденом партизанске звезде и Орденом заслуга за народ.

## Народни хероји Четврте вјвођанске бригаде
Троје бораца бригаде је одликовано Орденом народног хероја:
- Богдан Вујошевић, заменик политичког комесара бригаде
- Душан Вукасовић, заменик команданта бригаде
- Марко Милановић, први командант бригаде